# Chilton Company
Chilton Company est une ancienne maison d'édition créée en 1904 au catalogue varié mais reconnue pour ses magazines spécialisés et ses manuels automobiles. Elle possède plusieurs noms Chilton Printing Co., Chilton Publishing Co., Chilton Book Co. et Chilton Research Services). La société a également fourni des services de conférence et d'études de marché pour de nombreuses entreprises. Chilton est passé d'un petit éditeur d'un seul magazine à un éditeur de premier plan de magazines interentreprises, de manuels automobiles grand public et professionnels, de livres d'artisanat et de loisirs, et d'une grande société de recherche marketing bien connue.
La plupart des publications a été dispersée après l'achat par Disney en 1996. Les manuels automobile sont désormais édités par Cengage.

## Histoire
Les origines de l'entreprise remontent à juillet 1896, et au premier numéro du Cycle Trade Journal, édité par James Artman qui devint le premier président de la future Chilton Company. En 1899, le magazine change de nom pour Cycle & Automobile Trade Journal . Un titre de magazine de 1900 mentionnait Musselman & Buzby comme les représentants exclusifs de la publicité pour Cycle & Automobile Trade Journal . En 1900, George Buzby, CA Musselman et James Artman fusionnent leurs sociétés pour former la Trade Advertising & Publishing Co. La nouvelle société s'est développée dans des catalogues automobiles, des brochures, des circulaires et des affiches.
La société a choisi le nom Chilton dans la liste des passagers Mayflowers. La première utilisation connue de la raison sociale Chilton Company remonte à 1904 et apparaît sur un blason d'entreprise qui se lit "Chilton Company of Pennsylvania, constituée le 31 mars 1904." En 1907, les trois partenaires achètent une imprimerie qu'ils rebaptisent Chilton Printing Company, n'adoptant publiquement le nom de Chilton Company qu'en 1910.
En mars 1911, Chilton publie le premier numéro du Commercial Car Journal . En février 1912, ils rebaptisèrent le Cycle & Automobile Trade Journal original en Automobile Trade Journal, et le fusionnèrent finalement dans le magazine Motor Age.
En 1923, les partenaires ont vendu Chilton à United Publishers Corp de New York pour 1 635 000 $, et Artman et Buzby ont pris leur retraite. La même année, Chilton a ouvert une nouvelle imprimerie au 56e et Chestnut Streets à Philadelphie. Cet endroit est devenu le siège social de la Chilton Company à la fin des années 1940.
Peu de temps après l'achat, United Publishers a fusionné leur filiale Class Journal et Chilton dans ce qui est devenu la Chilton Class Journal Co, avec CA Musselman comme président. Cette fusion a amené plusieurs futurs magazines phares (tels que Iron Age, Motor Age, Dry Goods Economist, Jewelers Circular, Hardware Age et Automotive Industries ) dans l'écurie de magazines Chilton.
En 1934, l'entreprise subit une réorganisation complète. J. Howard Pew a fourni une injection d'argent qui a sauvé la société de la faillite, en échange d'une majorité des actions. Toutes les filiales ont fusionné en une seule société et constituées en société dans l'État du Delaware sous le nom de Chilton Company . Alors que l'injection de liquidités de J. Howard Pew a sauvé l'entreprise, elle est devenue le principal obstacle à sa croissance, car Pew n'a pas permis à Chilton de rechercher un financement extérieur pour des acquisitions. En conséquence, la croissance de Chilton Company au cours des trente années suivantes a pris du retard par rapport à des concurrents comme McGraw Hill et Penton.
Le fils de George Buzby, GC (Carroll) Buzby, est devenu président de Chilton au début des années 1950 et est resté directeur général jusqu'à sa retraite à la fin des années 1960. George C. Buzby est décédé d'un cancer en 1970. En 1972, William A. Barbour, originaire de Philadelphie, a été élu président de Chilton.

### 1979-1996 d'ABC à Disney qui scinde la société
En 1979, American Broadcasting Company achète la Chilton Company et en a fait une division d'ABC Publishing . ABC possédait déjà Farm Progress, propriétaire de l'éditeur d'objets de collection Wallace-Homestead. Wallace-Homestead devint plus tard une division de Chilton. En 1985, Capital Cities achète ABC, et en 1996, la Walt Disney Company achète Capital Cities/ABC. Disney décide de se séparer de la plupart des activités d'éditions afin de réduire sa dette. Disney scinde la Chilton Company à plusieurs acheteurs :
- Krause Publications achète les titres de livres non automobiles de Chilton[2]
- Reed Elsevier achète en 1997 le siège social Chilton et la division magazine, salon commercial et recherche pour 444 millions de dollars[3]. Mais la division de recherche est vendue en 1988 à Taylor Nelson AGB[4].
- La Hearst Corporation achète les actifs automobiles professionnels de Chilton. En décembre 1999, une injonction du tribunal, effective pour trois ans, divise ces actifs et droits entre Hearst et Nichols Publishing.
- Nichols Publishing achète les actifs et la marque du groupe automobile grand public Chilton.

### Depuis 2001, différentes destinées
En 2001, Nichols a vendu les manuels d'impression automobile do-it-yourself à Haynes Publishing Group (éditeurs de Haynes Manuals ), tout en conservant les droits de licence sur la marque Chilton do-it-yourself pour les produits d'impression pendant 10 ans.
En 2003, Nichols a vendu les actifs automobiles restants à Thomson Learning. En 2007, Thomson Learning est devenu Cengage Learning. En 2011, Cengage Learning est également devenu propriétaire de la marque Chilton pour les manuels imprimés à faire soi-même. Cengage continue de publier ou de licencier les produits et actifs automobiles professionnels et grand public.

## Publications

### Manuels de réparation automobile
Chilton publie actuellement des centaines de manuels de réparation automobile couvrant des milliers de modèles. Voici quelques-uns des fabricants répertoriés dans la bibliothèque de bricolage de Chilton :
| - Acura - Alfa Romeo - American Motors - Audi - Austin - BMW - Buick - Cadillac - Chevrolet - Chrysler - DeSoto - Dodge - Fiat - Ford - Frazer - Geo - GMC - Honda | - Hyundai - Infiniti - International - Jaguar - Jeep - Kaiser - Kia - Lexus - Lincoln - Mazda - Mini - Mitsubishi - Mercedes-Benz - Mercury - MG - Nash - Nissan | - Oldsmobile - Opel - Peugeot - Plymouth - Pontiac - Porsche - Renault - Saab - Saturn - Scion - Studebaker - Subaru - Toyota - Triumph - Volkswagen - Volvo - Mitsubishi |

### Édition de fiction
Après de nombreuses années de publication de magazines interentreprises et de manuels automobiles, Chilton a acquis l'éditeur spécialisé Greenberg : Publisher en 1958. Chilton a publié les célèbres romans de science- fiction Dune de Frank Herbert ( 1965 ), et The Witches of Karres ( 1966 ) de James H. Schmitz. Chacun a été nommé pour un Hugo Award du meilleur roman dans son année respective, et Dune a remporté le prix.

## Voir également
- Manuel de réparation Clymer
- Manuels Haynes